# Икономически растеж
Икономически растеж е нарастването на общия обем и стойността на стоките и услугите, произвеждан от дадена икономика в определен период, в сравнение с предходен.
Ако стойността на стоките и услугите за дадена икономическа област е по-висока от предходната година, то тя има позитивен ръст, обикновено наричан „икономически растеж“. Ако в дадената година има по-малка стойност от предходната на произведеното и продаденото, то има „негативен икономически растеж“, още наричан „рецесия“ или „депресия“.
Обикновено икономическият растеж се измерва в процентно нарастване на реалния брутен вътрешен продукт (БВП), като отношение към даден базисен период. Трябва да се прави разлика между краткосрочно (конюнктурно) изменение, което се изразява като икономически подем и процеса на икономически растеж – при икономическия растеж икономиката надраства потенциала си.